# Виде, Жозе
Жозе Скуартону Лопеш Виде (порт. José Skuartono López Vide; род. 4 февраля 1987, Слеман, Джокьякарта) — восточнотиморский футболист и мини-футболист, атакующий полузащитник.

## Биография
Жозе Виде родился 4 февраля 1987 года в индонезийском городе Слеман.
Играл в футбол на позиции атакующего полузащитника. В 2008—2010 годах выступал в английском десятом эшелоне — Футбольной лиге восточных графств — за «Грейт-Ярмут Таун».
В 2010 году играл в чемпионате Литвы за «Таурас» из Таураге, провёл 12 матчей, забил 2 мяча.
В 2011—2015 годах выступал за индонезийский ПССБ из Бирёэна, игравший во второй и четвёртой лигах.
Последние два года карьеры играл в чемпионате Восточного Тимора: в 2016 году в составе «Каркету» из Дили завоевал серебро, в 2017 году в составе «Карсаэ» — бронзу.
В 2010—2016 годах сыграл 10 матчей за сборную Восточного Тимора, мячей не забивал. Дебютным стал поединок 5 октября 2012 года в Янгоне в рамках чемпионата АСЕАН против сборной Камбоджи (5:1).
Также выступал за сборную Восточного Тимора по мини-футболу.

## Достижения

### Командные
«Каркету»
- Серебряный призёр чемпионата Восточного Тимора (1): 2016.

«Карсаэ»
- Бронзовый призёр чемпионата Восточного Тимора (1): 2017.